# Vietnamosasa pusilla
Vietnamosasa pusilla är en gräsart som först beskrevs av Auguste Jean Baptiste Chevalier och Aimée Antoinette Camus, och fick sitt nu gällande namn av To Quyen Nguyen. Vietnamosasa pusilla ingår i släktet Vietnamosasa och familjen gräs. Inga underarter finns listade i Catalogue of Life.